# Klotlöpare
Klotlöpare (Omophron limbatum) är en skalbaggsart som först beskrevs av Fabricius 1777.  Klotlöpare ingår i släktet Omophron, och familjen jordlöpare. Arten är reproducerande i Sverige.

## Bildgalleri

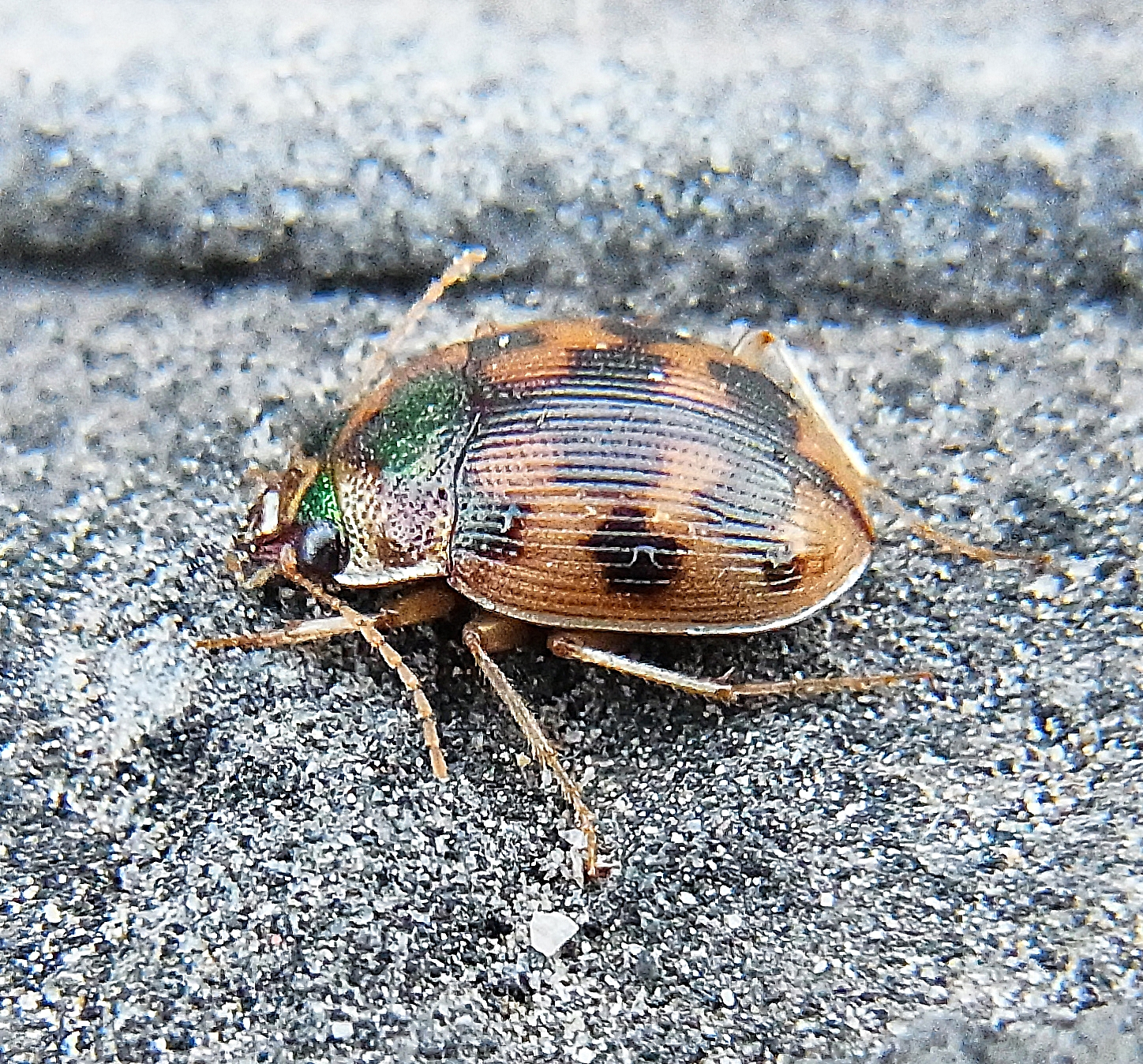
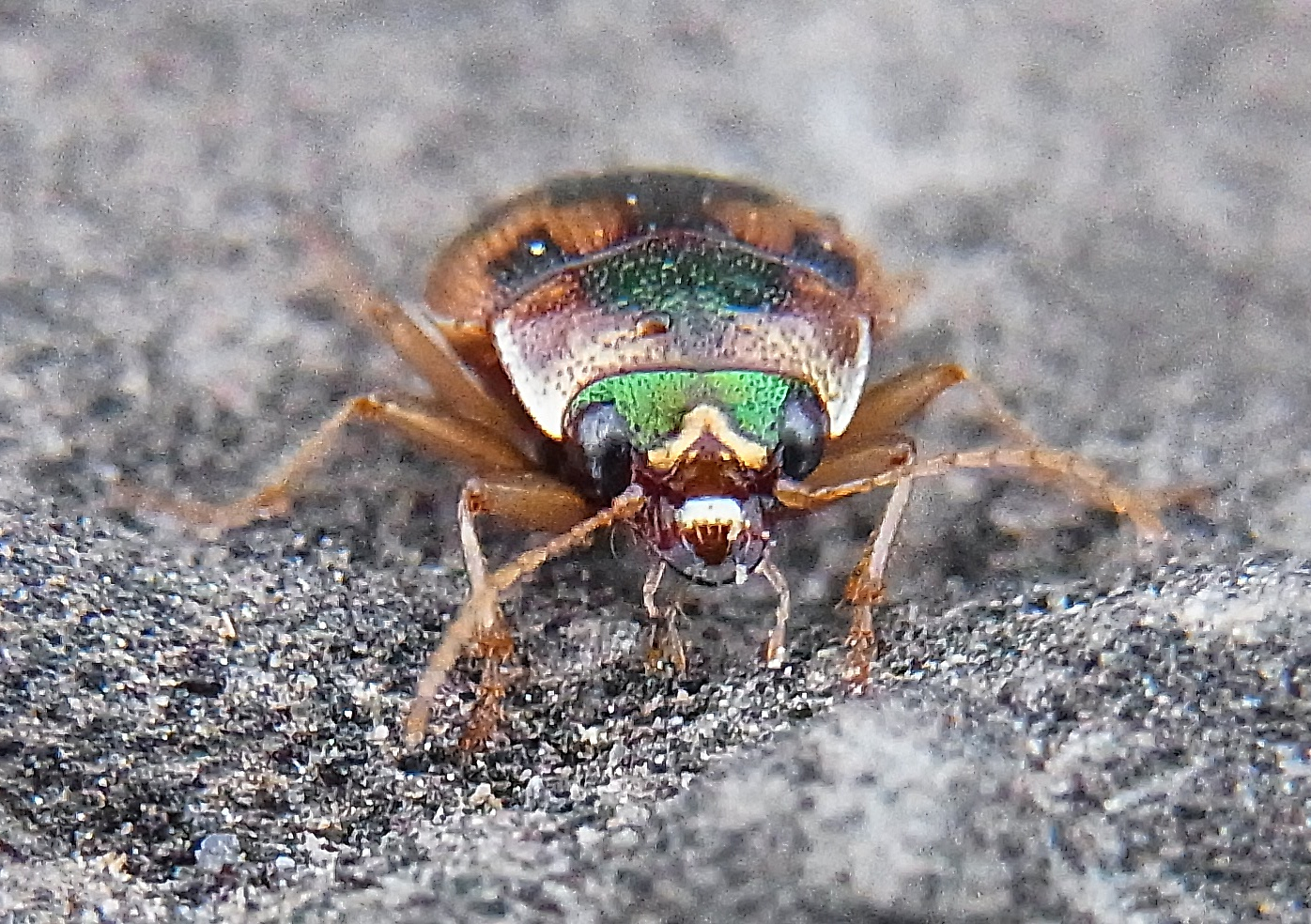
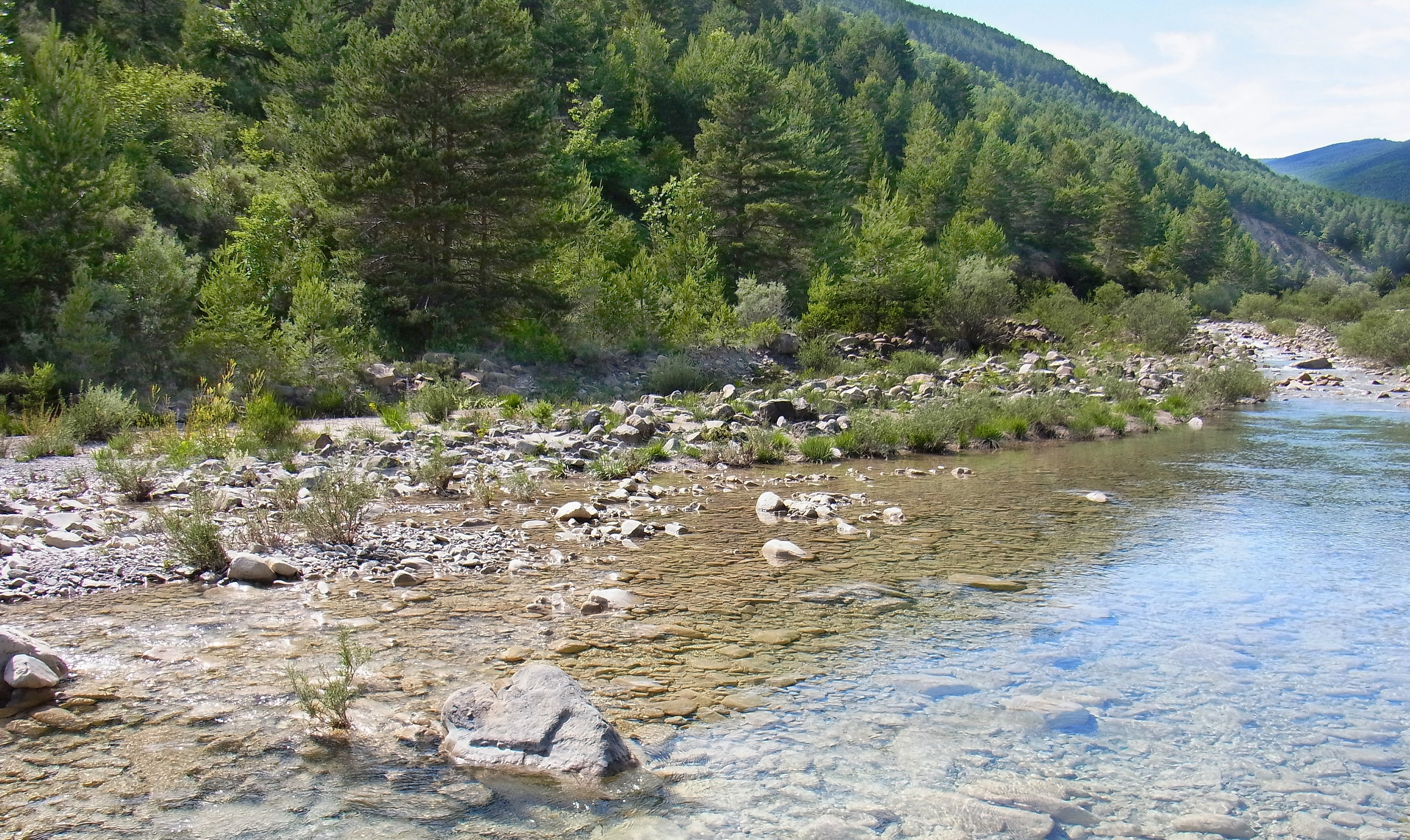